# Erica Pedretti
Erica Pedretti, geborene Erika Schefter (* 25. Februar 1930 in Mährisch-Sternberg, Tschechoslowakei; † 14. Juli 2022 in Tenna GR, Schweiz), war eine Schweizer Schriftstellerin, Objektkünstlerin und Malerin. Ihre Kindheitserfahrungen der Vertreibung und des Verlusts von Heimat und Identität bildeten den Hintergrund ihrer autobiografisch geprägten Arbeiten. In einem weiteren zumeist collagenartig gearbeiteten Prosatext zur Thematik «Maler und Modell» dehnte sie das Motiv der Entfremdung auf die Beziehung zwischen den Geschlechtern aus. Pedrettis bildnerisches Schaffen ist gekennzeichnet durch eine konsequente Weiterentwicklung von Ausdrucksformen. Bizarre Flügelwesen werden abgelöst durch gerüstartige Objekte und Installationen, die Themen wie Heimat und Asyl aufgreifen. Ihre Serien von Bild- und Wortkompositionen der jüngsten Zeit schaffen eine Verbindung zu den Textcollagen ihrer Prosawerke.

## Leben und Wirken
Erica Pedretti wurde 1930 im nordmährischen Sternberg (heute Šternberk) geboren. Sie verbrachte die ersten fünfzehn Jahre ihres Lebens hauptsächlich in Zábřeh, Šternberk, Berlin und Freudenthal. Ihr Vater war der deutschböhmische Bühnenautor, Journalist und Besitzer einer Seidenfabrik Hermann Heinrich Schefter (1895–1979). Dieser war als Antifaschist während des Zweiten Weltkrieges interniert. Dieser Umstand bewahrte die Familie nicht vor der Vertreibung.
Im Dezember 1945 fuhren die fünfzehnjährige Erica und ihre jüngeren Geschwister in einem Rotkreuztransportzug mit Auslandschweizern und KZ-Überlebenden von Warschau über Auschwitz, Prag und München nach St. Margrethen. In die Schweiz konnten sie zu ihren Verwandten ausreisen, weil die Grossmutter väterlicherseits von dort stammte und die Einladung der Zürcher Tante vorlag. Ihre Eltern folgten später.
In Zürich besuchte sie von 1946 bis 1950 die Kunstgewerbeschule. Dort lernte sie ihren späteren Mann Gian Pedretti (1926–2025), aus der Engadiner Künstlerfamilie Pedretti, kennen; der Bildhauer Giuliano Pedretti war ihr Schwager. 1950 musste die Familie Schefter die Schweiz verlassen, da sie nur eine Aufenthaltsbewilligung zwecks Weiterreise erhielten. Es folgte die Emigration in die USA. Zwei Jahre verbrachte Erica Schefter in New York und arbeitete als Gold- und Silberschmiedin, ehe sie 1952 endgültig in die Schweiz zurückkehrte und Gian Pedretti heiratete.
Das Künstlerpaar lebte 22 Jahre in Celerina im Engadin, wo es lange ein zweites Atelier unterhielt. 1974 siedelte die mittlerweile siebenköpfige Familie nach La Neuveville um, ab 1985 lebte sie dort im selbsterbauten, über dem Bielersee gelegenen Atelierhaus. Ab 2015 lebte das Ehepaar Pedretti wieder in Celerina. 2022 erfolgte der Umzug in die Wohngemeinschaft «Alte Sennerei» im Tenna Hospiz.
Erica Pedretti veröffentlichte ihre Texte seit 1970. Sie war ab 1971 Mitglied der Gruppe Olten. Ihr Roman Engste Heimat wurde unter dem Titel Nechte být, paní Smrti (wörtlich: «Lasst fahren, Frau Tod») von Lucy Topoľská ins Tschechische übersetzt, ebenso ihre biografischen Erinnerungen fremd genug (Cizí domov).
Seit ihrer ersten grösseren Ausstellung als bildende Künstlerin 1976 im Kunstmuseum Solothurn präsentierte sie ihre Werke regelmässig als Einzel- und Gruppenausstellungen, gelegentlich auch als Gemeinschaftsausstellung mit ihrem Mann Gian. Nach der Samtenen Revolution fanden auch Ausstellungen in Tschechien statt. Zu den Installationen der Künstlerin im öffentlichen Raum gehört die grosse Flügelskulptur am Flughafen Zürich.
Auslandaufenthalte führten sie unter anderem 1971 nach London; 1988 als Gast an das Istituto Svizzero in Rom; 1989 war sie Writer in Residence an der Washington University in St. Louis; 1994 hatte sie den Swiss Chair an der City University of New York inne. Die Wiener Vorlesungen zur Literatur über Poetik und kreatives Schreiben (1996) galten dem Thema Schauen und Schreiben.
Im Mittelpunkt der poetologischen Überlegungen Erica Pedrettis stehen die Begriffe Wahrnehmen, Schauen und Anschauen. Sie berief sich dabei auf Gertrude Stein. Seit 1988 war sie korrespondierendes Mitglied der Deutschen Akademie für Sprache und Dichtung in Darmstadt. Das Schweizerische Literaturarchiv in Bern erwarb ihr literarisches Archiv und exemplarische künstlerische Arbeiten.

## Auszeichnungen
- 1984: Ingeborg-Bachmann-Preis, für den Text Das Modell und sein Maler
- 1996: Marie Luise Kaschnitz-Preis, für den Roman Engste Heimat
- 1990: Grosser Literaturpreis des Kantons Bern
- 1996: Kunstpreis der Stadt Biel (1996)
- 1999: Mitteleuropäischer Literaturpreis Vilenica, Slowenien
- 1999: Kulturpreis des Kantons Graubünden, als erste Frau
- 2005: Ehrenbürgerin von Šternberk, ihrer Geburtsstadt[8]
- 2010: Literaturpreis des Kantons Bern, für fremd genug, als «herausragende aktuelle literarische Arbeit»[9]
- 2013: Schweizer Literaturpreis, für das Gesamtwerk[10]
- 2019: Sudetendeutscher Kulturpreis für Literatur und Publizistik

## Werk

### Literarisches Werk

#### Hörspiele
In ihrer Darstellung der deutschsprachigen Literatur der Schweiz hebt Elsbeth Pulver es als aussergewöhnlich hervor, dass Erica Pedretti literarisch zunächst mit einem Hörspiel aufgefallen sei, ehe sie ein gedrucktes Werk vorlegte. Ihr mit dem Prix Suisse ausgezeichnetes Hörspiel Badekur (1970) ist das erste Hörspiel von Schweizer Radio DRS, das bereits im Manuskript als Stereoproduktion entworfen wurde. Von 1970 bis 1980 entstanden insgesamt acht Werke für das Radio, die zumeist in enger Zusammenarbeit mit dem Studio Basel und dem Studio Bern realisiert wurden.
Paul Weber sieht die sprachspielerischen Arbeiten als eigenständige Ausprägung an, die deshalb «auch als originaler Beitrag zum Neuen Hörspiel in der Bundesrepublik» aufgefasst werden können. In einer Umfrage zu den Produktionsbedingungen betonte Erica Pedretti, dass sie aufgrund der technischen Möglichkeiten der Stereophonie das zeitliche Nacheinander von Handlungen aufheben konnte, wenn sie zum Beispiel «ein sich überstürzendes Geschehen, das linear kaum reproduziert werden kann, mittels play-back, überlagerten Sätzen, Wörtern und Silben, durch sich quasi überstürzende Formen» darstellte. Die zahlreichen Dialoge und Monologe in ihrem Roman Heiliger Sebastian seien von diesen Erfahrungen bei der Hörspielproduktion beeinflusst worden.
Mit den wie eine Partitur geschriebenen Textvorlagen nähert sich die Autorin wie in Badekur an einzelnen Stellen «von der Sprache her der Grenze zur Musik, indem sie lauter einsilbige Wörter zu einem Klangteppich montiert und auch einzelne bedeutungslose Silben und Laute daruntermischt». Ähnlich wie Weber klassifiziert auch Norbert Langer Erica Pedrettis Hörspiele als «mehrstimmige Klang- und phonetische Wortspiele», als «Funkmontagen, denen eine Art quasi-musikalische Text-Laut-Partitur zugrunde liegt».

#### Erinnerungstexte

##### Thematik
In ihren autobiographisch geprägten Erinnerungstexten thematisiert Erica Pedretti die durch Nationalitätenhass, Krieg und Heimatverlust entstandenen Verletzungen. Mit ihrem erzählenden Erinnern stellt sie die grundsätzliche Frage: «Wie lebt ein Mensch an einem fremden Ort (und wärs das Paradies), und hat noch alle Schrecken im Kopf?» Für Beatrice von Matt ist Pedrettis Schreiben der Versuch, den Zwiespalt zwischen dem «Hier» der Schweizer Gegenwart mit dem «Dort» der «verschütteten Erinnerung» zu überwinden.

##### Erzählweise
Die Schriftstellerin wendet sich in einem Gespräch mit Patricia Zurcher gegen ein anekdotisches, glattes Erzählen, das angesichts traumatischer Erfahrungen etwas Verlogenes an sich habe und der Atmosphäre von Angst nicht gerecht werden könne. Deshalb wird ihr Schreibstil gelegentlich auch als Komposition aus Splittern und Fragmenten beschrieben. Die rhythmisch variierten Leerstellen zwischen den Worten und Satzbruchstücken ordnen manche Passagen zu einer «bewegten Textgrafik». Die Figur der Erzählerin mit ihrer Skepsis gegenüber authentischen Erinnerungen und ihrem Bekenntnis zum fragmentarischen Erzählen ist charakteristisch für diesen hoch reflektierten Erzählstil. In der Sekundärliteratur wird in diesem Zusammenhang häufig das Ende des ersten Kapitels aus Pedrettis Erstling Harmloses, bitte zitiert: «Erinnertes, Gelesenes, Erzähltes, Geträumtes: übereinander projiziert, Bilder, die sich überschneiden, überdecken, nicht mehr auseinanderzulösen». Sie versuche, so Erica Pedretti, «das, was während des Schreibens passiert, in die Geschichte einzubringen», die Erzählerin in Engste Heimat etwa zeige, «dass es sich nicht um eine Biographie handelt, dass es sich wirklich um Fiktion handelt, dass also jemand dasitzt und an etwas arbeitet, das dann diese Geschichte wird, und dass man das nicht rein biographisch liest, obwohl sehr viel biographisches Material verarbeitet ist». Dadurch wird das Erinnern selbst zum Gegenstand des Erzählens. Die hervorgehobene Position der Erzählerin, die von ihrem friedlichen Schweizer Domizil aus ihre Figur ins «Land der alten Ängste und Schmerzen» auf Spurensuche schickt und reflektierend begleitet, beklagt das Geschehen als geschichtliche Gesetzmässigkeit. Elsbeth Pulver kann daher in ihrer Rezension des Romans Engste Heimat betonen, die letzten Kapitel hätten «den Tonfall und den grossen Atem einer Elegie». Deren Klage gelte nicht nur dem einzelnen Menschen; sie gelte vor allem der Tatsache, «dass der Mensch, der doch nach Johannes von Tepl […] das ‹allervornehmste, allergeschickteste, allerfreieste Werkstück Gottes› ist, immer wieder in den Kreislauf von Gewalt und Gegengewalt gerät, diesen antreibt, von ihm zermalmt wird». Auf dem dunklen Grund dieses Geschichtspessimismus wachse jedoch die humane und überlegene Betrachtung der geschichtlichen Ereignisse, die das Buch in den Rang eines Meisterwerks erheben würden.

##### Textorganisation
Die scheinbar ungeordnete Erzählweise mit einer Flut von Bildern, ständig wechselnden Zeiten, Orten, Perspektiven und einer verschwommenen Ich-Erzählerin assoziieren unterschiedliche Strukturmuster, um die Textorganisation der Prosa zu illustrieren. Man vergleicht zum Beispiel die Komposition von Engste Heimat mit einem «Mosaik aus Bildern» oder mit einem «Geflecht aus verschiedenen Zeitenschichten». Auch Iso Camartin spricht in seiner Laudatio zum Kulturpreis des Kantons Graubünden von den Fetzen und Lappen einer Familiengeschichte, die sich zu einer Textur eines Flickenteppichs neu verweben.
Das hier in Zusammenhang mit Pedrettis letztem Roman Kuckuckskind oder Was ich ihr unbedingt noch sagen wollte geäusserte Stilmuster einer biographischen Knüpftechnik lässt sich auf das Gesamtwerk der Erinnerungstexte übertragen. Die Romane und Erzählungen sind vielfältig miteinander verflochten: durch die biografischen Erinnerungen und die geschichtlichen Zeiträume, durch die Topografie der Handlungsorte, die Themen von Heimat, Heimatverlust und Heimatlosigkeit, vor allem aber auch durch die Figuren und deren Schicksale, durch Anna, das Alter Ego der Erzählerin, und deren Lebensleitfigur, den Onkel und Maler Gregor. Nicht zuletzt sind einzelne Romane durch leitmotivische Zitate miteinander verwoben, wie unter anderem aus dem spätmittelalterlichen Streitgespräch des Ackermanns mit dem Tod von Johannes von Tepl.
In ihrer Analyse zur Textorganisation bei Erica Pedretti greift Meike Penkwitt Beobachtungen auf, die sich auf musikwissenschaftliche Überlegungen stützen und von vielstimmiger Modulation der Texte, von fugaler beziehungsweise kontrapunktischer Komposition sprechen. Der radikale Montageroman führe nicht zu einer absoluten Ordnungslosigkeit. Die traditionellen Organisationsprinzipien würden vielmehr durch «neue, komplexere und die Lesegewohnheiten mithin irritierende Strukturmuster» ersetzt: Die Kontrapunktik trete an die Stelle der Linearität, die Räumlichkeit im Sinne einer «mental map» an die Stelle der chronologischen Abfolge. Schliesslich werde die Kausalität der Handlung durch die Materialität der Sprache ersetzt. Dazu gehörten Intertextualität, eine starke Rhythmik, aber auch Alliterationen sowie das grafische Layout der Texte mit seinen grösseren und kleineren «Leerzeichen».

#### Maler und Modell

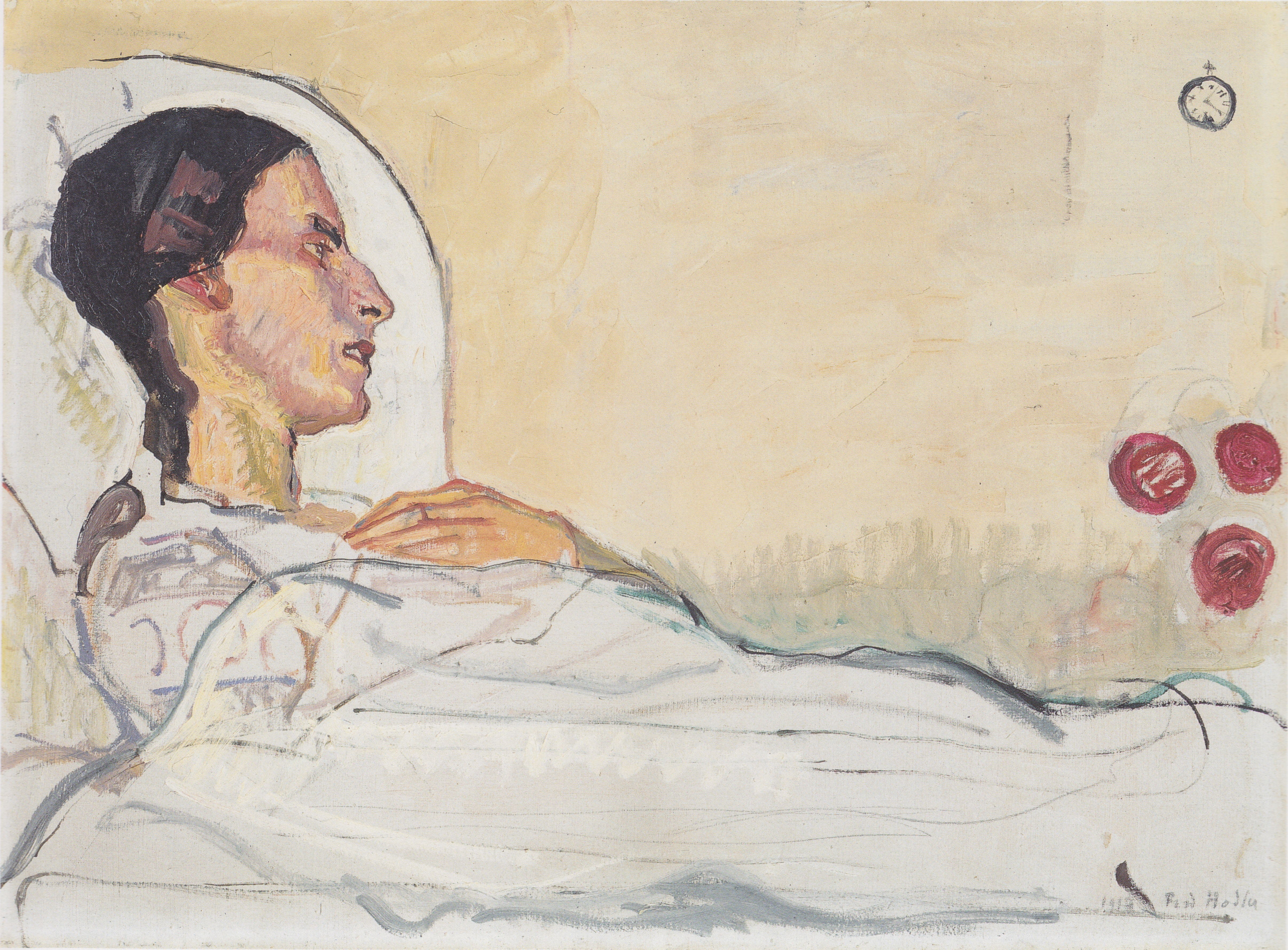
Ferdinand Hodler: Valentine Godé-Darel im Krankenbett

##### Anlass
In den Monaten vom Februar 1914 bis zum Januar 1915 porträtierte Ferdinand Hodler das Sterben, den fortschreitenden Verfall und den Tod seines Modells Valentine Godé-Darel, seiner Geliebten sowie Mutter seines Kindes, in circa 200 Skizzen, mehr als 100 Zeichnungen und über 50 Ölgemälden. Erica Pedretti wurde durch die Schonungslosigkeit der Bilddokumente der Hodler-Ausstellung Ein Maler vor Liebe und Tod (Zürich, München, Paris und Berlin 1976/1977) erschüttert und von Max Frisch zur dichterischen Gestaltung des Stoffes ermuntert. Mit dem Werk dieses Schriftstellers verbindet sie nicht nur der tagebuchartige Charakter des Romans, sondern auch das Thema Du sollst dir kein Bildnis machen.

##### Thematik
Im Jahr 1984 erhielt Erica Pedretti für ihren Text Das Modell und der Maler den Ingeborg-Bachmann-Preis, der die Grundlinien ihres 1986 veröffentlichten Romans Valerie oder Das unerzogene Auge präsentierte und Probleme der ästhetischen Auseinandersetzung mit Sterben und Tod thematisiert. Die Autorin verspiegelt Hodlers Bildprotokolle und kunsttheoretische Schriften mit den Schicksalen der Protagonisten ihres Werkes, des Modells Valerie und des fiktiven Malers Franz. Als Modell ist die an Krebs Erkrankte seinem künstlerisch geschulten Blick ausgesetzt, wird sie zum Objekt von formalen Einzelelementen, von Proportionen, Linien und Farben.
Nach Tina Pusse entspricht dem «symbolischen Tod» durch extreme künstlerische «Nahaufnahmen» der Bildwerke der ganz «reale Tod», «der ihr noch eine andere Form des Modellstehens abverlangt: den nämlich für die Röntgenaufnahmen, die ihren Körper von innen abbilden». Pedretti setzt dem männlichen Blick auf das Objekt der Sterbenden jedoch den unerzogenen Blick des weiblichen Modells entgegen. Sie verleiht der dahinsiechenden Valerie Stimme und Recht als Entgegnung und Gegengewicht zu Franz, der sich während seines Schaffens auf ästhetische Schriften Hodlers beruft. Auch der Zusatztitel des Romans Das unerzogene Auge stammt aus dessen Essay «Über die Kunst».
Die «unerzogene» Denk- und Sehweise aus der Perspektive des sterbenden Modells äussert sich in einer tastenden, fragmentarischen Sprache: «Die verschiedenen Ebenen des Erzählens werden übergangslos, bruchstückhaft, keiner erkennbar konstruierten Chronologie oder sonstigen Sukzession folgend ineinander montiert. Erinnerung, Dialogfragmente, Tagebuchnotizen, Phantasien, Berichte, Zitate scheinen wuchernd und unmotiviert zu folgen.» In ihrem Bericht über den Ingeborg-Bachmann-Wettbewerb fasste Klara Obermüller den Kern des Werkes zusammen: Die Sterbende spreche aus der Sicht der Frau, die spüre, wie nur noch das künstlerische Interesse an ihrem Verfall den Geliebten an ihn binde. Gleichzeitig verstehe sie aber auch den Künstler, der im Akt des Zeichnens sich eine Art Schutz gegen den Tode sichere.

##### Rezeption
Pedrettis Roman erfuhr bisher eine Rezeption unter verschiedenen Gesichtspunkten. Die hierarchische Paar-Konstellation von Maler und Modell sowie die Erzählhaltung aus der Sicht des weiblichen Modells führten zu Interpretationen als «Manifest eines feministischen Diskurses». Die intertextuellen Bezüge zu Hodlers Zyklus und die Tatsache, dass in allen Erinnerungstexten der Autorin eine Malerfigur und deren ästhetische Theorie vorkommen, förderten literaturwissenschaftliche Aussagen, das Werk setze sich mit der «Frage der Wahrnehmung der Wirklichkeit und ihre Umsetzung in Kunst» auseinander. Pedretti entwickle dabei ihre eigene Kunsttheorie, die darauf hinauslaufe, dass Wirklichkeit durch den künstlerischen Blick erst geschaffen werde, und zwar als neue, verfremdete Wirklichkeit.
Auch Iso Camartin stellt eine Beziehung zum Gesamtwerk der Schriftstellerin her, wenn er eine weitere existenzielle Frage nach Heimat und Fremde sieht: «Die Frage lautet schlicht: Ist der Mann der Frau eine Heimat? Ist die Frau dem Mann eine Heimat? Zumal dann, wenn beide diese als das Terrain ihres Schaffens, ihres Ausdruckswillens, ihres erfahrbaren Glücks und ihrer Kunst begreifen?»

### Bildnerisches Werk
Die Literatur und die bildende Kunst werden im Schaffen von Erica Pedretti oft unabhängig voneinander wahrgenommen. Das Neue Museum Biel präsentierte das bildnerische Werk erstmals in einer umfassenden Retrospektive vom 16. März bis 7. Juli 2019. Die Ausstellung ging vor allem auch dem Zusammenwirken und der Verschränkung von Schrift und Bild nach. Unter dem Titel Erica Pedretti. Fremd genug präsentierte das Bündner Kunstmuseum vom 22. Februar bis zum 7. Juni 2020 eine grosse Ausstellung, die im Zusammenwirken mit dem Neuen Museum Biel entstand. Für die Präsentation und Gestaltung zu ihrem 90. Geburtstag konnten die Künstlerin Katalin Deér und der Architekt Lukas Furrer gewonnen werden.

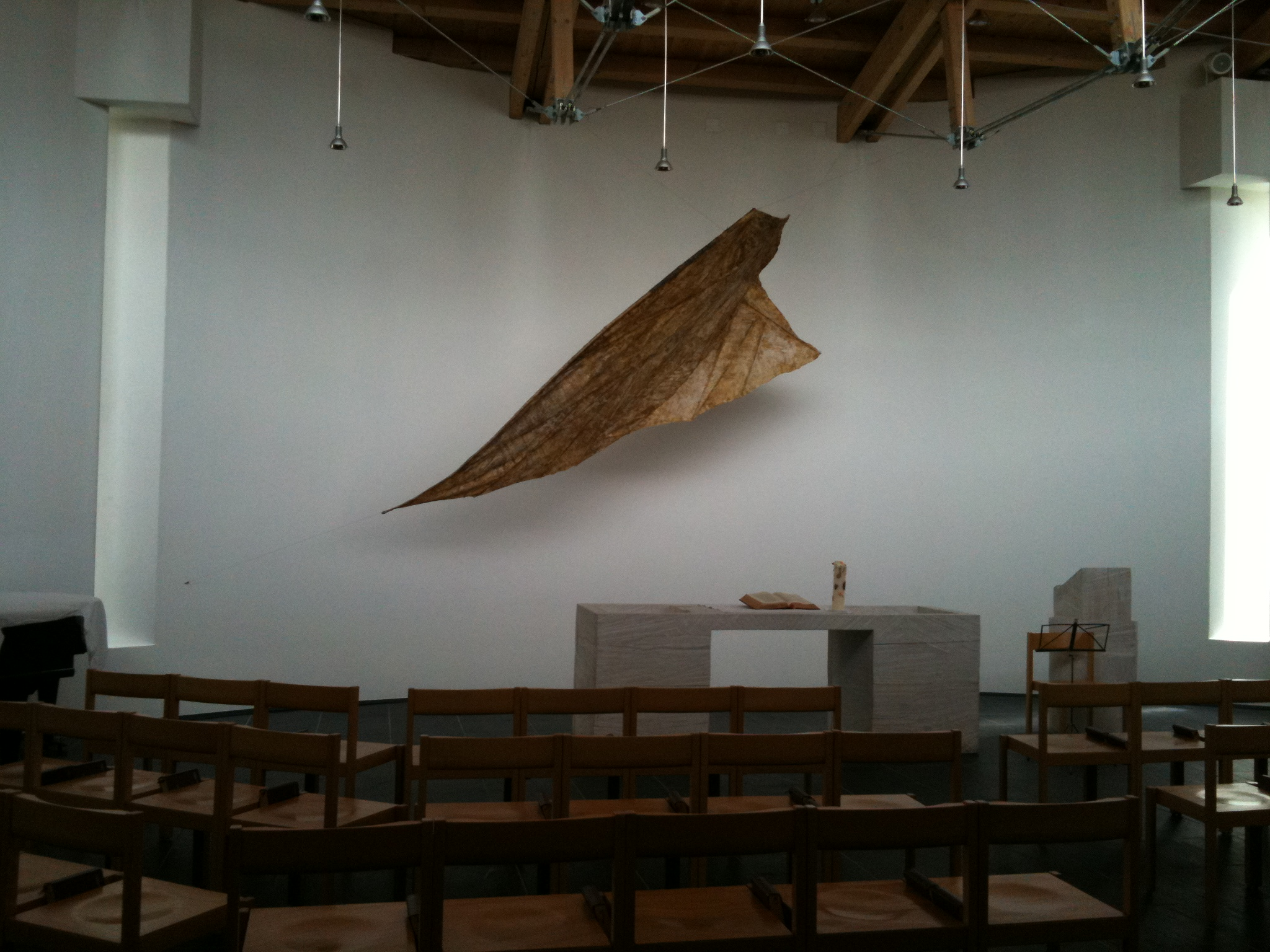
Erica Pedretti: Flügel über dem Abendmahlstisch im Kirchenraum der Reformierten Kirche Savognin

#### Flügelobjekte
Als bildende Künstlerin wurde Erica Pedretti in den 1970er-Jahren durch ihre zum Teil grossformatigen Flügelwesen bekannt. Die verdrahteten und verleimten Skulpturen aus Natur- und Kunststoffen wie Schilf, Ruten oder Bambus und Materialien wie Gummi oder mit Plexiglaslösung getränkten Baumwollstoffen lassen weiten Spielraum für Fantasien und Assoziationen: Der Kurator der Ausstellung im Museum zu Allerheiligen Schaffhausen (1981) betont, sie seien keine «Flugmaschinen», sie gehörten viel eher in die Nähe von Fledermäusen oder von hautgeflügelten Samen der Ahornbäume. Sie seien in einem ganz und gar unliterarischen Sinn poetische Wesen. Ihr Doppelflügel im Saal Hermann Hesse des Schweizerischen Literaturarchivs Bern schwebt über dem Schauraum, so ein Bericht anlässlich des zwanzigjährigen Jubiläums, «wie eine heitere Materialisierung des fluiden Stoffs Inspiration». Als Kunstfigur, die sich als überdimensionaler Flügel über dem Abendmahlstisch im Kirchenraum der Reformierten Kirche Savognin ausbreitet, erinnert sie die Gemeinde sowohl an das Stiftszelt der Israeliten als auch an Gottes Schutzengel. Angesichts der grossflächigen Flügel in der Halle des Zürcher Flughafens denken Kunsthistoriker an die alten Flugmaschinen Otto Lilienthals. Die Skulpturen verkörperten den ursprünglichen Menschheitstraum vom Fliegen, der zugleich mit dem «Trauma des Absturzes» verbunden sei. Demzufolge sind in Pedrettis Frühwerk schwebend aufgehängte assoziationsreiche Fluggebilde ebenso vertreten wie verletzte Flügelformen, überdimensionierte Flederwische oder Flügelreste und Skelettformen eines abgestürzten Ikarus.
Forschungsergebnisse betonen, dass die Künstlerin mit den Flugobjekten der 1970er-Jahre und mit den grossformatigen Flügeln und Doppelflügeln rund um 1980 zeitgleich zur damaligen Emanzipationsbewegung der Frau «das Motiv des Flügels als Zeichen der Befreiung» in die Schweizer Kunst eingeführt habe.

#### Raum- und Landschaftsinstallationen zum Thema Asyl und Behausung
Weiterhin entstanden in den 1980er-Jahren säulenartige Grossskulpturen und skelettartige geometrische Formen: Zylinderröhren und Würfel oder Pyramiden. Als Fremdkörper in die Natur gesetzt, können manche dieser Werke als politischer Appell im öffentlichen Raum gelten und im Zusammenhang mit Pedrettis essayistischem Kommentar Flüchtlinge zur Flüchtlingspolitik in der Schweiz gesehen werden. Auf einer Ecke balancierende Würfelformen verweisen auf Behausungen, die auf der Kippe stehen. Die Installation ASYL (2002), eine mehrteilige Skulptur auf einer Waldwiese mit sechs achteckigen Zelten aus Eisengestängen und grellblauen durchsichtigen Kunststoffnetzen als schutzlosem Dach, erinnert an die ungeschützte und provisorische Form des Asyls. Mit einem Zelt als tragbarem Zuhause und den Worten der tschechischen Hymne Kde domov můj («Wo ist meine Heimat?») an die Wände und «Dadij» («Hier») auf den Fussboden gesprayt, präsentierte sich Erica Pedretti in ihrer ehemaligen Schule, dem verfallenden Augustinerkloster ihrer Geburtsstadt Šternberk, gegenüber dem früheren Haus ihrer Grosseltern. Mit einer kleinen Reclam-Bibliothek ihrer Lieblingsbücher, Papier, Malkasten, Schreib- und Malutensilien als symbolischen Zeichen ihrer künstlerischen Existenz stellte sie am Ort ihrer Herkunft und Kindheit die Frage nach ihrem persönlichen Zuhause: «Kde domov můj»?

#### Überschreibungen
In den drei Zyklen Heute. Ein Tagebuch (2001), Von Hinrichtungen und Heiligen (2001) und Szenenwechsel (2005) verbindet Erica Pedretti ihre künstlerischen Ausdrucksformen als Schriftstellerin und als bildende Künstlerin. Sie «überschreibt» leicht übertünchte Zeitungsseiten, Bilder und Fotos mit den Schriftschichten und Schriftbildern ihrer persönlichen Handschrift. Auf diese Weise wird über das «einem tagtäglich Entgegendröhnende» der Nachrichtenflut, das durch die Einfärbung dringt, eine Art handschriftliches Tagebuch gelegt. Die Künstlerin erläutert die Vorgehensweise des «Palimpsestierens» in dem Essay Schreiben & Überschreiben, dem sie als Motto Worte von Thomas de Quincey voranstellt, in denen er die Erinnerungsräume des menschlichen Gedächtnisses mit einem Palimpsest vergleicht.
Sie verwirkliche mit ihren Überschreibungen ein Projekt, das sie seit den Kriegserfahrungen ihrer Kindheit beschäftigt habe, nämlich die «Dissonanz (Welt-)Geschichte, Kriege, Bombardements, Vertreibungen usw. / Individuelles, Privates» darzustellen. Nach Irmgard Wirtz besteht zwischen Druckschrift, Handschrift und Bildern der Tagebuch-Palimpseste «ein sich kommentierendes Spannungsfeld», die Blätter seien mitunter mehrfach mit Blei und Tinte überschrieben, die Nachrichten schichteten und überkreuzten sich, man könne «die Bilder» lesen, aber nicht vorlesen.
Im Zyklus Von Hinrichtungen und Heiligen erweitert sie den «Dialog mit dem Medium Zeitung» durch zusätzliche Zwischenschichten. Handschriftlich nachgeschriebene Heiligenviten und Märtyrerlegenden aus der Legenda Aurea und Teile aus den Prozessakten der Frankfurter Magd Susanna Margaretha Brandt treten zu aktuellen Meldungen, so dass sich aus den Schicksalen von Gemarterten und Hingerichteten quer durch die Geschichte und Kulturen eine «Collage des Grauens» ergebe. Kunstkritiker besprechen Pedrettis Text-Bild-Zyklen im Rahmen von Ausstellungen in Literaturhäusern und ordnen sie als Hypertexte den «Verfahren des Crossover, der Textcollage oder gar Robert Walsers Bleistiftgebieten» zu.

## Veröffentlichungen

### Prosawerke
- Harmloses, bitte. Suhrkamp, Frankfurt am Main 1970, DNB 457781130; 2. Aufl. 1985, ISBN 3-518-37058-8.
- Die drei Soldaten. Mit 15 Linolschnitten. Flamberg, Zürich 1971. (Das Lied von den Trois jolis Tambours als fünfsprachiges Kinder-Bilderbuch.)
- Heiliger Sebastian. Roman. Suhrkamp, Frankfurt am Main 1973 DNB 740207067; Taschenbuch 1982, ISBN 3-518-37269-6.
- Veränderung. Roman. Suhrkamp, Frankfurt am Main 1977, ISBN 3-518-03818-4.
  - als Taschenbuch unter dem Titel: Die Zertrümmerung von dem Kind Karl und anderen Personen. Suhrkamp (st 1156), Frankfurt am Main 1985.
    - mit Harmloses, bitte und Heiliger Sebastian in einem Band mit dem Titel Harmloses, bitte & zwei Romane: Suhrkamp (st 2518), Frankfurt am Main 1996.
- Das Modell und sein Maler. In: Humbert Fink, Marcel Reich-Ranicki (Hrsg.): Klagenfurter Texte zum Ingeborg-Bachmann-Preis 1984. List, München 1984, S. 13–24.
- Sonnenaufgänge, Sonnenuntergänge. Erzählungen. Suhrkamp, Frankfurt am Main 1984.
- Mal laut und falsch singen. Eremiten-Presse (Broschur 140), Düsseldorf 1986.
  - Neuausgabe in der Insel-Bücherei: Insel (IB 1123), Frankfurt am Main 1992.
- Valerie oder Das unerzogene Auge. Roman. Suhrkamp, Frankfurt am Main 1986, ISBN 3-518-39657-9.
- Engste Heimat. Roman. Suhrkamp, Frankfurt am Main 1995; als Taschenbuch: st 3323.
- So war es. So war es nicht. Ein Text im Dialog. In: Themenheft «drehpunkt». 108, Nov. 2000.
- Kuckuckskind oder Was ich ihr unbedingt noch sagen wollte. Roman. Suhrkamp, Frankfurt am Main 1998, ISBN 3-518-40998-0.
- Onkel Hans. In: Verena Auffermann: Beste deutsche Erzähler 2002. Deutsche Verlagsanstalt, Stuttgart / München 2002, S. 105–110.
- Vor den flatternden Vorhängen. In: Das gespiegelte Ich. Deutschschweizer Schriftstellerinnen und Schriftsteller unserer Zeit in Wort und Bild. Fotos von Yvonne Böhler, Vorwort von Peter von Matt. Benziger, Einsiedeln 1990, S. 118–121, ISBN 3-545-36487-9.
- Fremd genug. Insel, Frankfurt am Main 2010, ISBN 978-3-458-19329-6 (= Inselbücherei. Band 1329.)

### Essays, Vorträge, Gespräche und Stellungnahmen
- Ich hege den Verdacht … Erste Leseerlebnisse. In: Siegfried Unseld (Hrsg.): Erste Leseerlebnisse. Suhrkamp, Frankfurt am Main 1975 (= st 250, S. 90–95).
- Der liebe Gott hat Hunger. In: Christoph Möhl (Hrsg.): Vaduzer Predigten. Benziger, Zürich / Köln 1979, ISBN 3-545-21030-8, S. 102–111.
- Irmtraud Morgner. Die Hexe im Landhaus. Gespräch in Solothurn. Mit einem Beitrag von Erica Pedretti. Rauhreif Verlag, Zürich 1984, ISBN 3-907764-03-X.
- Schauen / Schreiben. Wie kommt das Bild zur Sprache? In: Neue Zürcher Zeitung, 9./10. März 1996, S. 49–50. Die Drei Vorlesungen und ein Konversatorium sind auch dokumentiert in: Wespennest. Nr. 106 vom 10. März 1997, S. 6–10 und in: Meike Penkwitt (Hrsg.): Die Erinnerungstexte der Autorin Erica Pedretti. Königshausen & Neumann, Würzburg 2012, S. 279–287.
- Maria Aegyptica / Santa Lucia / Sankt Veit / Heilige Ursula. In: Simon Beer: Sacra Conversazione. Schwabe, Basel 1999, ISBN 3-7965-1348-4, S. 64, 68, 88, 100.
- «Das Leben ist seltsam, vielseitig und lustig». Für Libuše Moníková. In: Delf Schmidt, Michael Schwidtal (Hrsg.): Prag – Berlin: Libuše Moníková. Rowohlt Verlag, Reinbek bei Hamburg 1999 (= Rowohlt Literaturmagazin. 44), ISBN 3-498-03907-5, S. 54–60.
- Flüchtlinge. In: Flüchtlingspolitik am Wendepunkt. Hrsg. Eidgenössisches Departement für auswärtige Angelegenheiten (Schweiz global), Bern 2001, S. 14–15.
- Deutsch sprechen. In: Hans-Martin Gauger: Lob der deutschen Sprache. Wallstein, Göttingen 2009, ISBN 978-3-8353-0467-3, S. 87–88 (= Reihe Valerio 2009. Heft 9).

### Hör-, Sprach- und Klangspiele
- Badekur. Radio DRS (1970 und zahlreiche weitere Wiederholungen, zuletzt 2012). Neuproduktionen: Süddeutscher Rundfunk (1971) und ORF (1974). (Das 1970 mit dem Prix Suisse ausgezeichnete Hörspiel liegt als DRS-Hörbuch vor: Christoph Merian Verlag, Basel 2010, ISBN 978-3-85616-433-1.)
- Kaninchen. Süddeutscher Rundfunk (1971), ORF (1974).
- Catch as Katz can. Radio DRS (1972). (Gedruckt in: Helga Geyer-Ryan (Hrsg.): Was geschah, nachdem Nora ihren Mann verlassen hatte. Acht Hörspiele von Elfriede Jelinek, Ursula Krechel, Friederike Mayröcker, Inge Müller, Erica Pedretti, Ruth Rehmann und Gabriele Wohmann. Deutscher Taschenbuch Verlag, München 1982 (= dtv Nr. 10017), ISBN 3-423-10017-6, S. 132–144.)
- Februar oder Das ganze Volk fährt Ski. Radio DRS (1972).
- Gang in es Inschtitut. Radio DRS (1972).
- ART 4’73 oder Soviel Kunst kann es gar nicht geben. Radio DRS (1973 und 1975).
- Steine oder Die Zertrümmerung von dem Kind Karl und anderen Personen. Süddeutscher Rundfunk/Norddeutscher Rundfunk (1976).

### «Überschreibungen»
- Heute. Ein Tagebuch. Suhrkamp, Frankfurt am Main 2001, ISBN 3-518-39805-9 (= suhrkamp taschenbuch 3305).
- Von Hinrichtungen & Heiligen. Texte, Bilder, CD. Rommerskirchen, Remagen/Rolandseck 2001, ISBN 3-926943-74-2 (= Reihe Signatur. 35). (Medienkombination aus Schrift, Bild und Klang.)
- Szenenwechsel/Change of Scene. Tagebuchblätter (Text von Hans Saner). Edizioni Periferia, Poschiavo / Luzern 2005, ISBN 978-3-907474-17-4.

## Rezeption
Unter dem Motto «was ich vor langem an einem andern Ort begangen habe …» – Die ‹Erinnerungstexte› der Autorin Erica Pedretti fand vom 28. bis 30. Oktober 2010 an der Albert-Ludwigs-Universität Freiburg ein unter anderem von der Deutschen Forschungsgemeinschaft gefördertes internationales literaturwissenschaftliches Symposium statt. Die Schwerpunkte galten vor allem der Charakterisierung der experimentellen Schreibweise, der Thematisierung der deutsch-tschechischen Geschichte in den Erinnerungstexten, ihrer Stellung innerhalb der Schweizer Literatur sowie der Bedeutung von Schrift, Bild und Figur in ihrem künstlerischen Schaffen. Von den Veranstaltern wurde betont, dass sich inzwischen viele osteuropäische Wissenschaftlerinnen mit den Texten der Schriftstellerin befassten, die den mittelosteuropäischen Raum erschliessen, den Pedrettis Prosa reflektiere.